# Zaślubiny Marii
Zaślubiny Marii z Józefem (również Zaślubiny Matki Boskiej, Zaślubiny Najświętszej Marii Panny) – obraz Rafaela Santiego, znany także jako Zaślubiny Marii, powstały w 1504 roku do kaplicy Albizzinich w kościele San Francesco w Città di Castello. Od 1805 roku znajduje się w zbiorach Pinacoteca di Brera w Mediolanie.
Pośrodku obrazu znajdują się Józef i Maria. Józef uroczyście kładzie pierścionek na palcu Marii. Madonnie towarzyszy orszak składający się z pięciu kobiet. Orszak porusza się z wdziękiem, twarze kobiet mają delikatne rysy. Postać młodzieńca w prawym rogu obrazu, przełamującego gałązkę, stanowi częsty motyw w ikonografii zaślubin Marii. Młodzieniec symbolizuje konkurentów, których odrzuciła Maria na rzecz Józefa. Postaci na pierwszym planie jest dwanaście, co świadczy o odzwierciadlaniu matematycznej harmonii poprzez stosunki liczbowe. W górnej połowie obrazu widoczny jest budynek w stylu tempietta Bramantego.
Obraz ten jest często porównywany z Zaślubinami Marii Perugina. Kwestią sporną jest, który z obrazów jest starszy.